# NGC 4767B
NGC 4767B (другие обозначения — ESO 323-41, MCG -7-27-15, DCL 379, IRAS12519-3934, PGC 43954) — спиральная галактика с перемычкой (SBc) в созвездии Центавр.
Этот объект не входит в число перечисленных в оригинальной редакции «Нового общего каталога» и был добавлен позднее.